# Jámbor András
Jámbor András Imre (Budapest, 1986. augusztus 9. –) magyar kommunikációs szakember, újságíró, a Mérce alapítója és 2019-ig főszerkesztője. 2022-től a Szikra Mozgalom, illetve az Egységben Magyarországért országgyűlési képviselője a Budapest 6. számú választókerületben.

## Életpályája
A gyermekvédelemben dolgozó édesanyja egyedül nevelte fel. 12 éves korától Józsefvárosban él.

### Tanulmányai
A zuglói Teleki Blanka Gimnáziumban 2004-ben érettségizett. 2006-tól a Budapesti Kommunikációs Főiskolára járt, de tanulmányait 2009-ben félbehagyta.

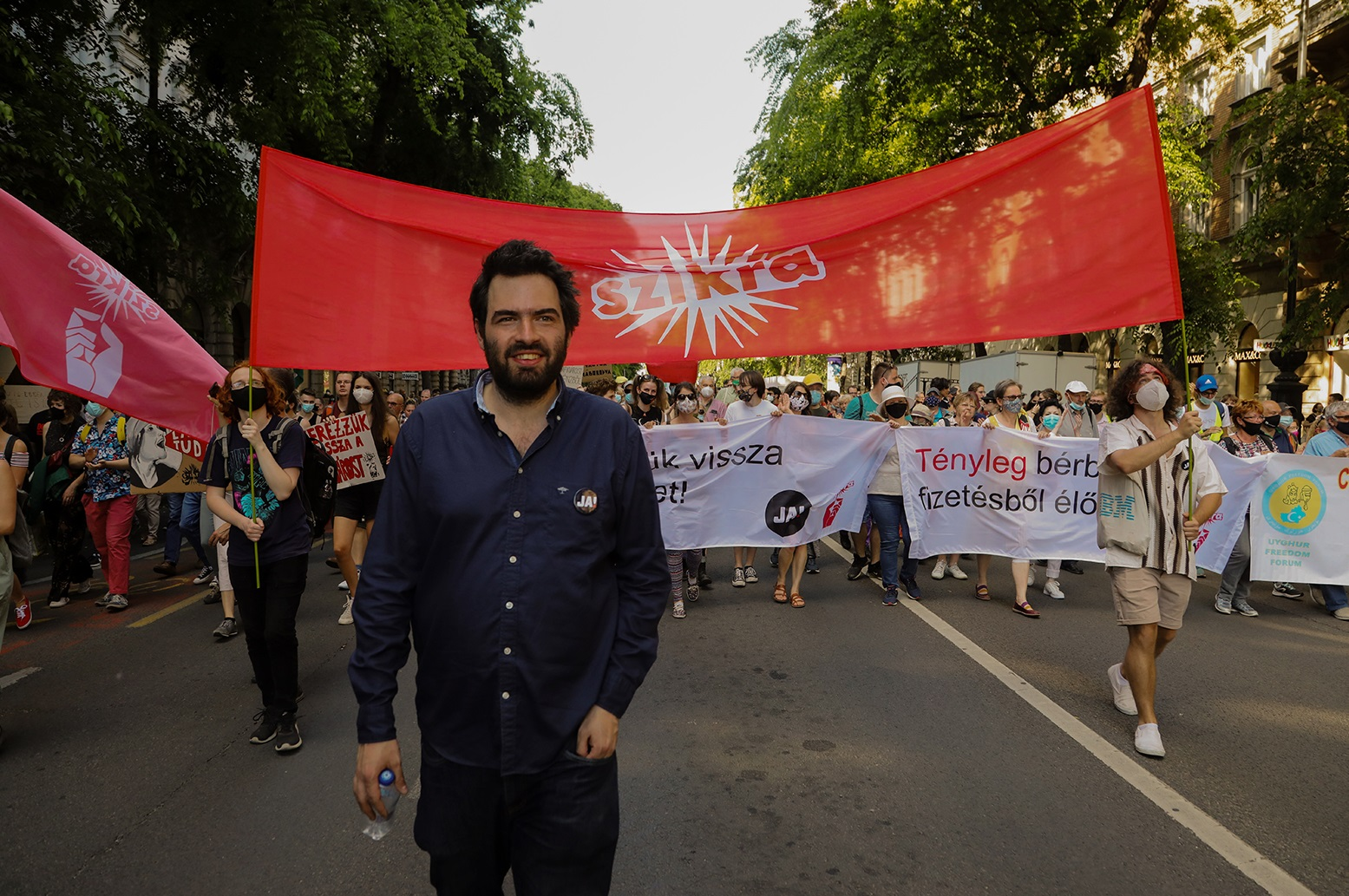
Jámbor András a Szikra által szervezett Fudan elleni felvonulás élén

### Munkássága
2008-ban alapította a Kettős Mérce Blogot,  majd 2017-ben a Mérce hírportált, melynek főszerkesztője 2019-ig.
Újságírói tevékenysége mellett 2009-től az LMP aktivistája, 2011-től fizetett munkatársa. A 2010-es országgyűlési választásokon a mozgósítási stáb tagja, az önkormányzati választásokon a mozgósításért felelős kampánycsapattag. 2011 és 2013 között az LMP kommunikációs stábjának tagja. 2013-2014 között a PM tagja, szociálismédia-koordinátor. 2014-től a civil szférában dolgozott (pl. Humán Platform). 2020-tól a Fővárosi Önkormányzat munkatársa Kiss Ambrus főpolgármester-helyettes mellett.
2021-ben a Szikra Mozgalom színeiben indult a hatpárti, ellenzéki előválasztáson a Budapest 6. választókerület országgyűlési képviselő helyéért, amit el is nyert.
2021. június 5-én tízezres tüntetést szervezett a Fudan Egyetem magyarországi campusa ellen.

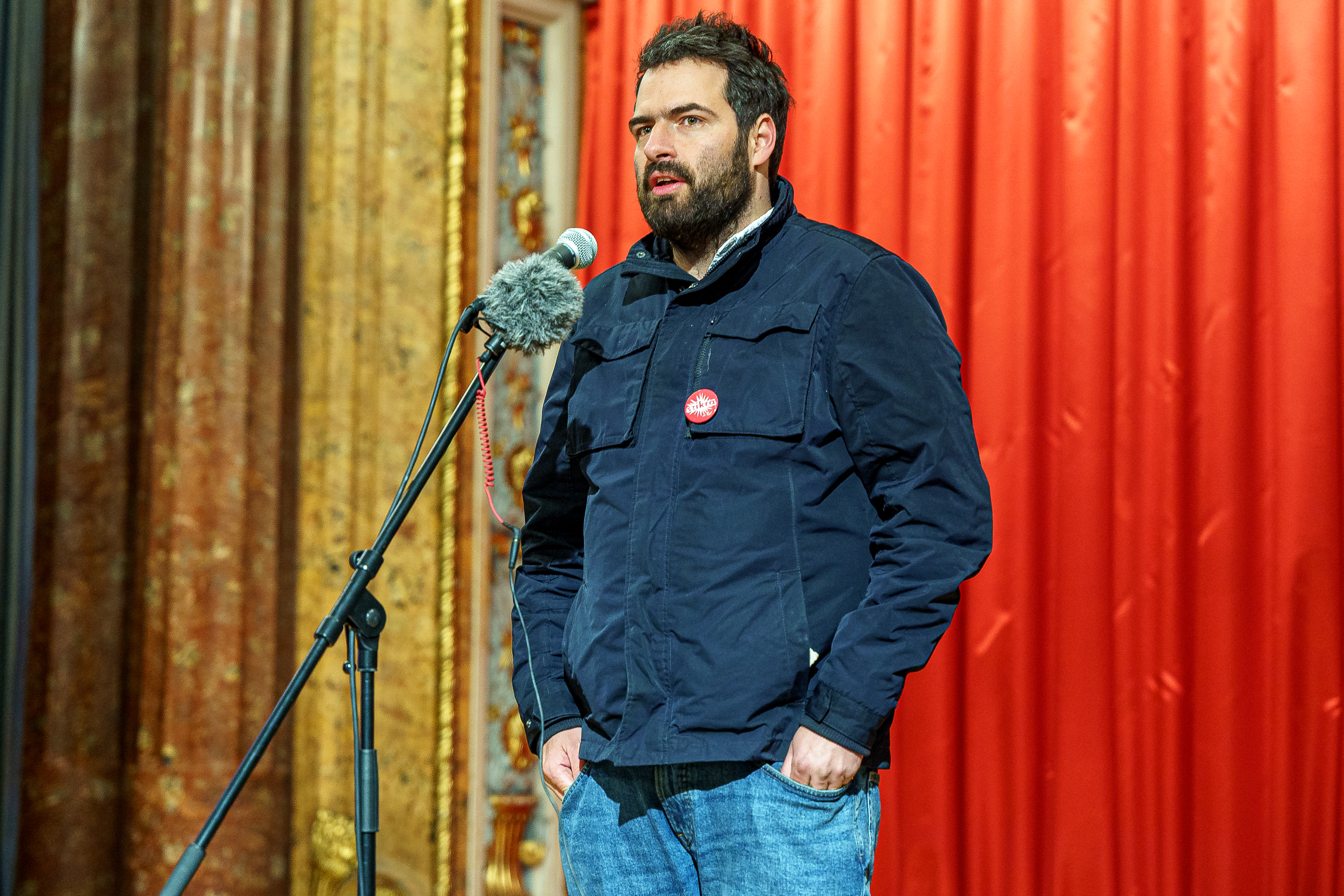
Jámbor András győzelmi beszédet tart a 2022-es országgyűlési választások estéjén a Vasas szakszervezetin székházban a Szikra mozgalom választási eredményváróján.

2022. április 3-án megválasztották Budapest 6. választókörzetében országgyűlési képviselőnek. Jelenleg a Párbeszéd-Zöldek frakciójának a tagja. Mindezek mellett a törvényalkotási és költségvetési bizottságok tagja.
2024 őszén pert nyert az Origo.hu nevű kormányoldali portállal szemben, ahol valótlanul hozták hírbe pedofil cselekményekkel.

### Családja
Két gyermek édesapja.